# Faduley
Faduley Rodrigues Sousa Baía, meglio noto come Faduley (São Tomé, 10 marzo 1992), è un ex calciatore saotomense, di ruolo attaccante.

## Carriera

### Club
Ha giocato tra la terza e la quarta divisione portoghese.

### Nazionale
Nel 2016 ha giocato due partite con la nazionale saotomense.

## Statistiche

### Cronologia presenze e reti in nazionale
| Cronologia completa delle presenze e delle reti in nazionale ― São Tomé e Príncipe | Cronologia completa delle presenze e delle reti in nazionale ― São Tomé e Príncipe | Cronologia completa delle presenze e delle reti in nazionale ― São Tomé e Príncipe | Cronologia completa delle presenze e delle reti in nazionale ― São Tomé e Príncipe | Cronologia completa delle presenze e delle reti in nazionale ― São Tomé e Príncipe | Cronologia completa delle presenze e delle reti in nazionale ― São Tomé e Príncipe | Cronologia completa delle presenze e delle reti in nazionale ― São Tomé e Príncipe | Cronologia completa delle presenze e delle reti in nazionale ― São Tomé e Príncipe |
| Data                                                                               | Città                                                                              | In casa                                                                            | Risultato                                                                          | Ospiti                                                                             | Competizione                                                                       | Reti                                                                               | Note                                                                               |
| ---------------------------------------------------------------------------------- | ---------------------------------------------------------------------------------- | ---------------------------------------------------------------------------------- | ---------------------------------------------------------------------------------- | ---------------------------------------------------------------------------------- | ---------------------------------------------------------------------------------- | ---------------------------------------------------------------------------------- | ---------------------------------------------------------------------------------- |
| 4-6-2016                                                                           | São Tomé                                                                           | São Tomé e Príncipe                                                                | 1 – 2                                                                              | Capo Verde                                                                         | Qual. Coppa d'Africa 2017                                                          | 1                                                                                  | 74’                                                                                |
| 4-9-2016                                                                           | Rabat                                                                              | Marocco                                                                            | 2 – 0                                                                              | São Tomé e Príncipe                                                                | Qual. Coppa d'Africa 2017                                                          | -                                                                                  | 82’                                                                                |
| Totale                                                                             |                                                                                    | Presenze                                                                           | 2                                                                                  |                                                                                    | Reti                                                                               | 1                                                                                  |                                                                                    |